# Carlos de Campos Sobrinho
Carlos de Campos Sobrinho foi um nadador brasileiro.
Foi bicampeão da tradicional Travessia de São Paulo a Nado (1924 e 1925) e campeão paulista, nadando pela Associação Atlética São Paulo, nos anos de 1923, 1924, 1925 e 1926.

## Honrarias e Homenagens
- A CBDA o homenageou dando seu nome ao Campeonato Brasileiro Juvenil de Natação, que pe chamado de Troféu Carlos de Campos Sobrinho[2].
- O Panathlon Club de Juíz de Fora o homenageou nomeando a "Comenda Professor Carlos de Campos Sobrinho", é entregue a cada cinco anos e foi criada para homenagear àqueles que contribuíram com o esporte de maneira inquestionável, representando e divulgando o nome da cidade de Juiz a nível nacional e internacional[3].